# Épidaure Limira

La péninsule d'Épidaure Limira est l'une des quatre péninsules situées au sud du Péloponnèse en Grèce, entre le golfe de Laconie et le golfe Argolique, qui se termine par le Cap Malée. Épidaure Liméra (en) était une cité antique située sur la côte orientale.
La région constituait naguère une province de Laconie, dont le chef-lieu se trouvait à Molái, et qui correspondait aux municipalités actuelles d'Élafonissos et Monemvasia, ainsi qu'aux anciennes municipalités d'Elos et Niata (en) (toutes deux aujourd'hui intégrées au Dème de l'Eurotas).